# ماكوتو كوجا
ماكوتو كوجا هو سياسي ياباني، ولد في 5 أغسطس 1940 في مياما في اليابان. نشط حزبياً في الحزب الليبرالي الديمقراطي الياباني. وقد انتخب عضو مجلس النواب الياباني ‏.

## وصلات خارجية
- الموقع الرسمي